# 翠興
翠興（英語：Tsui Hing，代號：L07）是香港屯門區議會下轄的選區，1994年設立，原稱澤興，1999年採用現名，2023年取消，末任區議員為前屯門社區網絡主席潘智鍵。

## 範圍及名稱
選區位於屯門西部，包括杯渡路、鳴琴路、石排頭路及屯門河以西的屯門工業區一帶，人口聚集石排頭路一帶的屋苑大興花園、翠林花園、康德花園和卓爾居為主，以大興花園、翠林花園人口較多，名稱亦從該兩個屋苑取出一字而成，與其相連的選區有興澤、景興、山景、龍門，並與友愛北、屯門市中心及新墟以屯門河相隔，投票站設於馬錦明慈善基金馬可賓紀念中學。

## 沿革
1993年港督彭定康推行政改方案改革區議會，取消所有委任議席及雙議席選區制度，全面實行單議席單票制，並改由選區分界及選舉事務委員會制定，區議會選區數目亦隨人口變動而大幅增加。當中原有雙議席大興選區分拆為三個選區，翠興選區是當時新增的選區之一，稱為澤興選區，以大興花園、澤豐花園命名，由石排頭路、震寰路、青松觀路以南一帶私人屋苑所組成。
1994年區議會選舉，由當時民協成員朱耀華打敗港同盟匯點推薦的楊國輝及一二三民主聯盟賴作庭當選。1999年區議會選舉，因應卓爾居入伙帶動人口上升，澤豐花園與原有大興北選區合併為興澤選區，本區採用翠興現名，選舉由退出民協投奔建制派的朱耀華自動當選。
2003年區議會選舉，爭取連任的朱耀華與獨立人士李楸夏角逐，結果朱耀華以接近七成得票連任；2007年區議會選舉，在未有其他參選人之下，朱耀華自動當選。
2011年區議會選舉，民主黨吳兆康與獨立候選人朱耀華角逐，最終朱耀華取得六成得票勝出，選後朱加入新民黨。2015年區議會選舉，新民黨朱耀華自動當選，其後2017年朱跟隨田北辰退出新民黨，共同創立實政圓桌。
2019年區議會選舉，首次參選的屯門社區網絡成員潘智鍵與爭取連任的朱耀華角逐，結果潘智鍵取得六成選票勝選，本區首次出現議員更替，終結朱耀華廿五年的議員生涯。2021年10月8日，政府以潘智鍵未有出席宣誓為由，依《宣誓及聲明條例》第20A條下，拒絕或忽略作出誓言的情況，必須即時離任。

## 歷屆議員
為方便比較，以下列表包括大興選區。
| 選區名稱 | 屆別                   | 議員   | 政治聯繫 | 政治聯繫                               | 議員                                         | 政治聯繫                                     | 政治聯繫                                     |
| -------- | ---------------------- | ------ | -------- | -------------------------------------- | -------------------------------------------- | -------------------------------------------- | -------------------------------------------- |
| 屯門西北 | 1982年－1985年         | 吳灼棣 |          | 無黨籍                                 | 聶澤棠                                       |                                              | 鄉事派                                       |
| 大興     | 1985年－1988年         | 吳明欽 |          | 公屋評議會/匯 匯點                     | 朱偉彬                                       |                                              | 公屋評議會                                   |
| 大興     | 1988年－1991年         | 吳明欽 |          | 公屋評議會/匯 匯點 → 港 港同盟/匯 匯點 | 朱偉彬                                       |                                              | 公屋評議會 → 港 港同盟/匯 匯點               |
| 大興     | 1991年－1992年6月22日  | 吳明欽 |          | 港 港同盟 匯 匯點                      | 吳潤清                                       |                                              | 港 港同盟 匯 匯點                            |
| 大興     | 1992年10月12日－1994年 | 何杏梅 |          | 港 港同盟 匯 匯點                      | 吳潤清                                       |                                              | 港 港同盟 匯 匯點                            |
| 澤興     | 1994年－1999年         | 朱耀華 |          | 民 民協 → 無黨籍                       | 分拆出大興北、 大興南選區後， 定為單議席選區 | 分拆出大興北、 大興南選區後， 定為單議席選區 | 分拆出大興北、 大興南選區後， 定為單議席選區 |
| 翠興     | 2000年－2003年         | 朱耀華 |          | 無黨籍                                 | 分拆出大興北、 大興南選區後， 定為單議席選區 | 分拆出大興北、 大興南選區後， 定為單議席選區 | 分拆出大興北、 大興南選區後， 定為單議席選區 |
| 翠興     | 2004年－2007年         | 朱耀華 |          | 無黨籍                                 | 分拆出大興北、 大興南選區後， 定為單議席選區 | 分拆出大興北、 大興南選區後， 定為單議席選區 | 分拆出大興北、 大興南選區後， 定為單議席選區 |
| 翠興     | 2008年－2011年         | 朱耀華 |          | 無黨籍                                 | 分拆出大興北、 大興南選區後， 定為單議席選區 | 分拆出大興北、 大興南選區後， 定為單議席選區 | 分拆出大興北、 大興南選區後， 定為單議席選區 |
| 翠興     | 2012年－2015年         | 朱耀華 |          | 新民黨                                 | 分拆出大興北、 大興南選區後， 定為單議席選區 | 分拆出大興北、 大興南選區後， 定為單議席選區 | 分拆出大興北、 大興南選區後， 定為單議席選區 |
| 翠興     | 2016年－2019年         | 朱耀華 |          | 新民黨 → 實政圓桌                      | 分拆出大興北、 大興南選區後， 定為單議席選區 | 分拆出大興北、 大興南選區後， 定為單議席選區 | 分拆出大興北、 大興南選區後， 定為單議席選區 |
| 翠興     | 2020年－2021年10月7日  | 潘智鍵 |          | 屯 屯門社區網絡 → 無黨籍               | 分拆出大興北、 大興南選區後， 定為單議席選區 | 分拆出大興北、 大興南選區後， 定為單議席選區 | 分拆出大興北、 大興南選區後， 定為單議席選區 |
| 翠興     | 2021年10月8日－2023年  | 懸空   | 懸空     | 懸空                                   | 分拆出大興北、 大興南選區後， 定為單議席選區 | 分拆出大興北、 大興南選區後， 定為單議席選區 | 分拆出大興北、 大興南選區後， 定為單議席選區 |

## 歷屆選舉結果
| 政党   | 政党         | 候选人    | 票数  | %     | ±      |
| ------ | ------------ | --------- | ----- | ----- | ------ |
|        | 屯門社區網絡 | ①. 潘智鍵 | 4,662 | 60.62 | 不適用 |
|        | 實政圓桌     | ②. 朱耀華 | 3,028 | 39.38 | 不適用 |
| 多数票 | 多数票       | 多数票    | 1,634 | 21.25 | 不適用 |

| 政党   | 政党   | 候选人 | 票数     | %      | ±      |
| ------ | ------ | ------ | -------- | ------ | ------ |
|        | 新民黨 | 朱耀華 | 自動當選 | 不適用 | 不適用 |
| 多数票 | 多数票 | 多数票 | 不適用   | 不適用 | 不適用 |

| 政党   | 政党   | 候选人    | 票数  | %     | ±      |
| ------ | ------ | --------- | ----- | ----- | ------ |
|        | 無黨派 | ①. 朱耀華 | 1,895 | 61.73 | 不適用 |
|        | 民主黨 | ②. 吳兆康 | 1,175 | 38.27 | 不適用 |
| 多数票 | 多数票 | 多数票    | 720‬   | 23.45 | 不適用 |

| 政党   | 政党   | 候选人 | 票数     | %      | ±      |
| ------ | ------ | ------ | -------- | ------ | ------ |
|        | 無黨派 | 朱耀華 | 自動當選 | 不適用 | 不適用 |
| 多数票 | 多数票 | 多数票 | 不適用   | 不適用 | 不適用 |

| 政党   | 政党   | 候选人    | 票数  | %     | ±      |
| ------ | ------ | --------- | ----- | ----- | ------ |
|        | 獨立   | ①. 李楸夏 | 854   | 30.06 | 不適用 |
|        | 獨立   | ②. 朱耀華 | 1,987 | 69.94 | 不適用 |
| 多数票 | 多数票 | 多数票    | 1,133 | 39.88 | 不適用 |

| 政党   | 政党   | 候选人 | 票数     | %      | ±      |
| ------ | ------ | ------ | -------- | ------ | ------ |
|        | 獨立   | 朱耀華 | 自動當選 | 不適用 | 不適用 |
| 多数票 | 多数票 | 多数票 | 不適用   | 不適用 | 不適用 |

| 政党   | 政党           | 候选人 | 票数 | %     | ±      |
| ------ | -------------- | ------ | ---- | ----- | ------ |
|        | 民協           | 朱耀華 | 906  | 50.76 | 不適用 |
|        | 港同盟/匯 匯點 | 楊國輝 | 782  | 43.81 | 不適用 |
|        | 一二三民主聯盟 | 賴作庭 | 97   | 5.43  | 不適用 |
| 多数票 | 多数票         | 多数票 | 124  | 6.95  | 不適用 |

## 資料來源與註釋
1. 1 2 3   (PDF).   [2019-12-05]. （原始内容存档 (PDF)于2019-12-05）.
2. ↑   (PDF). 香港特區政府憲報.   [2019-12-05]. （原始内容 (PDF)存档于2020-08-20）.
3. ↑  . 香港特區政府憲報. 2016-08-12  [2016-09-25]. （原始内容存档于2020-08-12）.
4. ↑  .   [2022-03-14]. （原始内容存档于2021-10-11）.